# Umran al-Ajjari
Umran al-Ajjari, Omrane Ayari (ar. عمران العياري; ur. 12 kwietnia 1972) – tunezyjski zapaśnik walczący w stylu klasycznym. Dwukrotny olimpijczyk. Jedenasty w Atlancie 1996 i piętnasty w Sydney 2000. Walczył w kategorii 130 kg.

## Kariera sportowa
Zajął 24 miejsce na mistrzostwach świata w 1998. Zdobył brązowy medal na igrzyskach śródziemnomorskich w 2001 i piąty w 1997. Złoty medalista igrzysk afrykańskich w 1995. Zdobył dziewięć medali na mistrzostwach Afryki, w tym sześć złotych w 1993, 1996, 1997, 1998, 2000 i 2001. Wicemistrz i brązowy medalista igrzysk panarabskich w 1992 roku.
- Turniej w Atlancie 1996

Pokonał Marokańczyka Rashida Bel Aziza a przegrał z Rosjaninem Aleksandrem Karielinem i Kenichi Suzuki z Japonii. 
- Turniej w Sydney 2000

Przegrał wszystkie walki, kolejno: z Ormianinem Hajkazem Galstianem, Włochem Giuseppe Giuntą i Rulonem Gardnerem z USA.